# Антар, Асия Рамазан
Асия Рамазан Антар (сорани ئاسیا ڕەمەزان ئەنتەر; 1997 или 1998 — 30 августа 2016), также известная как Виан Антар — курдская участница Отрядов женской самообороны YPJ, которая приобрела известность во время гражданской войны в Сирии, поскольку международные СМИ представляли её как символ феминистской борьбы (называемой здесь жинеологией) против боевиков ИГИЛ.
В 2014 году Антар присоединилась к женским отрядам курдской самообороны (YPJ) с целью борьбы с джихадистами ИГИЛ. После того, как фотографии девушки распространились по Интернету, международные СМИ окрестили её «курдской Анджелиной Джоли» за предполагаемое физическое сходство с актрисой  . Однако сами курдские бойцы и активисты курдского движения характеризовали эти сравнения как сексистские и объективирующие.
Антар погибла 30 августа 2016 года в бою с террористами-смертниками во время курдского наступления на Манбидж против «Исламского государства». В большинстве источников сообщалось, что на момент гибели ей было всего 18 лет, хотя некоторые приводили число 22. Командир YPJ Абдулла Ширин подтвердил, что погибшей было 19 лет.

## Биография
Родилась в курдской семье в приграничном с Турцией городке Эль-Камышлы в северо-восточной сирийской провинции Эль-Хасаке. Антар в подростковом возрасте насильно выдали замуж в договорной брак, устроенный её семьёй. Через три месяца она развелась и вступила в ряды Женских отрядов самообороны (YPJ), чтобы бороться за освобождение женщин от патриархального гнета в регионе.

## Интерес СМИ
Антар привлекла международное внимание в 2015 году, когда фотожурналист сделал её фотографии и назвал «курдской Анджелиной Джоли». Многие СМИ и Интернет-сайты распространили фотографии, найдя схожесть скорее с испанской актрисой Пенелопой Крус.
После её смерти заголовки новостей гласили: «Умерла курдская Анджелина Джоли» , сведя информацию о погибшей не столько к её участию в борьбе с ИГИЛ, сколько к красоте и «голливудской внешности». Это было резко осуждено сторонниками курдского дела, включая других бойцов.
Отношение СМИ к Антар как к личности было воспринято многими из них как унизительное и сексистское, особенно учитывая феминистские взгляды покойной. Курдский боец и активист Чоман Канаани, осудивший отношение западных СМИ к Антару, заявил BBC, что «вся философия YPJ заключается в борьбе с сексизмом и предотвращении объективизации женщин». Он добавил:
Мы хотим дать женщинам их законное место в обществе и возможность самим распоряжаться своей судьбой. Виан умерла за эти идеалы. В СМИ никто не говорил об идеалах, за которые она отдала свою жизнь, ни о том, чего Виан добилась для женщин в Рожаве за годы, когда она присоединилась к YPG.

## Гибель
30 августа 2016 года три террориста-смертника ИГИЛ направились на автомобилях, начинённых взрывчаткой, в сторону курдской линии фронта. Антар и другие бойцы YPJ уничтожили две машины, но третья взорвалась рядом с Асией, убив её. Хотя первоначальные сообщения указывали, что она вместе с другими бойцами Отрядов народной самообороны YPG погибла недалеко от Джерабулуса в результате атаки какой-то из составляющих Свободной сирийской армии, эти слухи были опровергнуты, когда пресс-секретарь YPJ подтвердила, что её жизнь унесло нападение исламистской группировки. О смерти девушки было объявлено 31 августа в сообщении на Facebook, где говорилось, что она «стала мученицей в битве против ДАИШ [ИГИЛ]».